# كريس شابمان
كريس شابمان (بالإنجليزية: Chris Chapman)‏ هو عالم زلازل ‏ بريطاني، ولد في 5 مايو 1945 في ساتون، لندن في المملكة المتحدة.